# Mesostenus dentifer
Mesostenus dentifer là một loài tò vò trong họ Ichneumonidae.